# 2. Unter-Elsässisches Infanterie-Regiment Nr. 137
Das 2. Unter-Elsässische Infanterie-Regiment Nr. 137 war ein Infanterie-Verband der Preußischen Armee.
Durch seine Standorte war das Regiment mit der Geschichte der ehemals deutschen Region Unterelsass und mit Straßburg verbunden. Besondere Bedeutung hatte das Regiment für den Standort der Garnison in Hagenau. Das Regiment förderte das kulturelle und gesellschaftliche Leben und beeinflusste die Entwicklung des Ortes durch laufende Ausgaben und erhebliche Investitionen in die Infrastruktur.
Von einigen vormaligen Regimentsangehörigen war die Beteiligung bei Operationen um den Boxeraufstand und auch bei Aufständen in Deutsch-Südwestafrika bekannt. Zu den prominenten Personen des Regiments zählt auch Otto Grotewohl, der während des Ersten Weltkrieges an den Kämpfen des Regiments teilnahm und später Ministerpräsident der Deutschen Demokratischen Republik wurde.
Das Regiment bestand von März 1887 bis April 1919 und wurde zuletzt durch Generalmajor Erwin Voigt befehligt. Das Regiment nahm am Ersten Weltkriegs von 1914 bis 1918 teil und verlor in dieser Zeit viele Soldaten bei Verlusten, die zum Teil das gesamte Regiment aufgerieben hatten.

## Geschichte
Der Verband wurde durch A.K.O. vom 11. März 1887 (Stiftungstag) als Infanterie-Regiment Nr. 137 errichtet. Die Formierung erfolgte durch die 8., 17. und 18. Division. Nach der Aufstellung zu drei Bataillonen mit je vier Kompanien war das Regiment der 62. Infanterie-Brigade des XV. Armee-Korps unterstellt und erhielt Hagenau, samt Oberhofen und Bitsch ein Truppenübungsplatz des Korps, als Garnison zugewiesen.

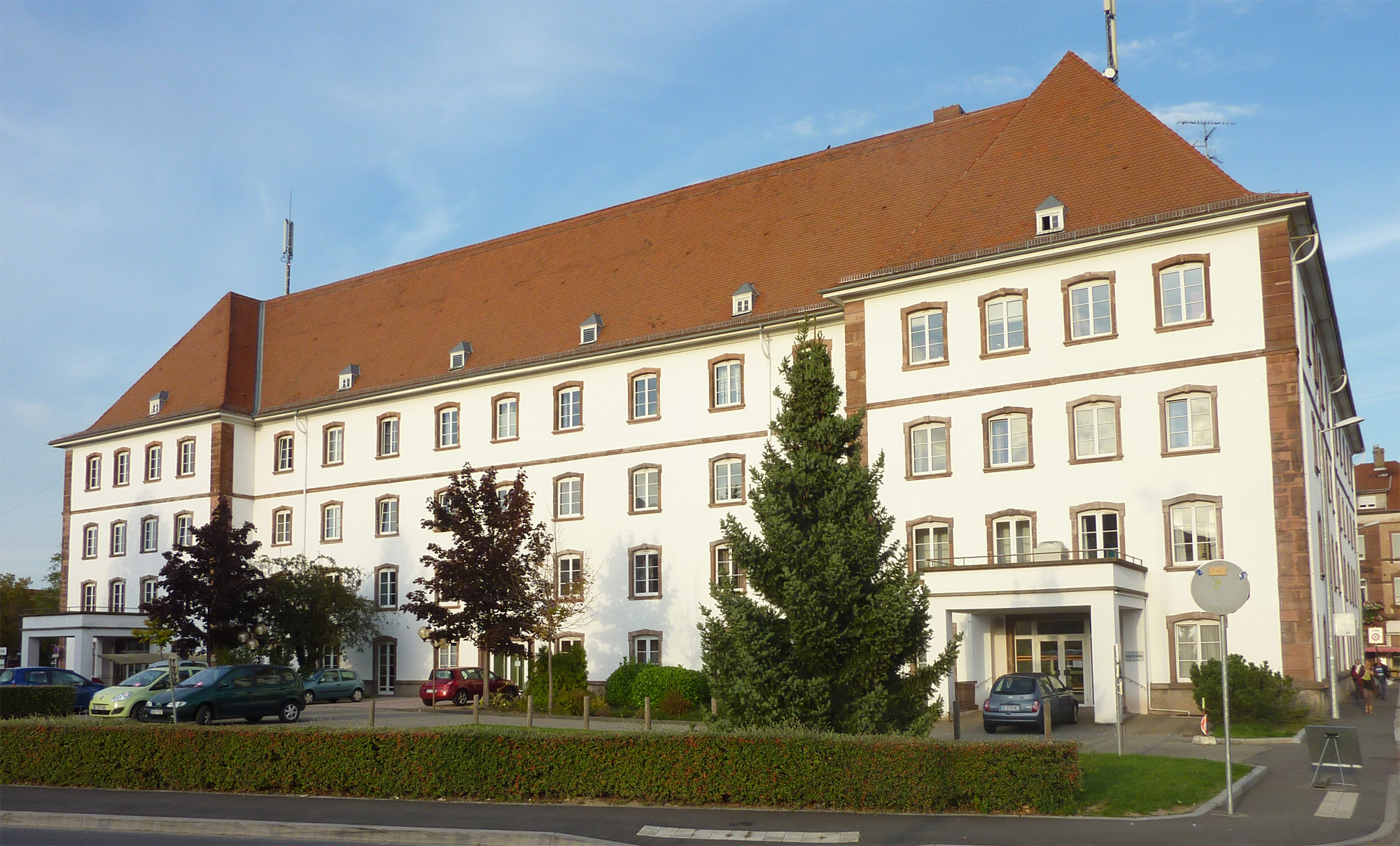
Ehem. Kaserne

Infolge des Westfälischen Friedens fiel Hagenau 1648 an Frankreich. Der Zehnstädtebund wollte aber nicht die Privilegien einer Freien Reichsstadt aufgeben und widersetzte sich. Im Rahmen der sogenannten Reunionspolitik ließ Ludwig XIV. in den Jahren 1673 und 1674 die zehn Städte erobern, ihre Befestigungen schleifen und unterstellte sie der französischen Provinzialverwaltung. So wurde auch Hagenau durch die Truppen des französischen Generals Joseph de Montclar niedergebrannt. Die Kaiserpfalz wurde dem Erdboden gleichgemacht (die Trümmer wurden in der Vaubanschen Grenzfestung Fort-Louis verbaut). An der Stelle der vollkommen zerstörten Pfalzanlage entstand 1730 bis 1738 ein Jesuitenkolleg, das 1767 in eine Kaserne umgewandelt wurde und seit 1961 als Altenheim dient. Im Innenhof dieses Maison de Retraite steht seit 2012 eine Stauferstele, die an den früheren Lieblingssitz der Staufer erinnert.
Die Kaserne bezog 1876 das Lauenburgische Jäger-Bataillon Nr. 9, welches 1882 durch das Hessische Jäger-Bataillon Nr. 11 ersetzt wurde. Als an die Stelle des Jägerbataillons 1887 das Infanterieregiment (3 Bataillone) trat, fehlten für die Bataillone II. und III. vor Ort entsprechende Kasernen und sie wurden vorerst in Straßburg untergebracht. Als die 1890 begonnenen Kasernen fertiggestellt waren, siedelten sie nach Hagenau über.
Zum 1. Oktober 1893 wurde ein IV. (Halb-)Bataillon mit einer 13. und 14. Kompanie aus Abgaben der bestehenden Kompanien geschaffen. Im gleichen Jahr nahm der Verband am Kaisermanöver im Elsass teil. 1895 ließ die preußische Garnisons-Bauverwaltung für das IV. (Halb-)Bataillon eine Kasernenanlage in Hagenau errichten. Die Anlage wurde nach den Plänen der Garnisons-Baubeamten Gabe und Buschenhagen errichtet und umfasste u. a. zwei Mannschaftsgebäude, ein Wohngebäude für Verheiratete und ein Wirtschaftsgebäude mit Büchsenmacher-Werkstatt. Das IV. (Halb-)Bataillon wurde zum 31. März 1897 mit der Abgabe zur Bildung des Infanterie-Regiments Nr. 171 wieder aufgelöst.
Erstmals errang die 3. Kompanie am 5. September 1896 für die beste Schießleistung im Korpsbereich das Kaiserabzeichen und erhielt eine Büste von Kaiser Wilhelm II. Auch in den Jahren 1897, 1898, 1900 und letztmals 1911 sicherten sich Kompanien des Regiments das begehrte Kaiserabzeichen. Der jeweilige Kompaniechef wurde mit dem Roten Adlerorden IV. Klasse mit der Krone ausgezeichnet.
Das Regiment nahm 1899 in Stuttgart und 1908 in St. Avold am Kaisermanöver mit vorhergehender Kaiserparade teil. Die Großübung wurde während der Zeit des Deutschen Kaiserreichs als das bedeutendste und umfassendste Militärmanöver bezeichnet, das alljährlich in Gegenwart des Kaisers stattfand.
Am 27. Januar 1902 erließ Wilhelm II. den Armee-Befehl, dass die bislang noch ohne landsmannschaftliche Bezeichnung geführten Verbände zur besseren Unterscheidung und zur Traditionsbildung eine Namenserweiterung erhielten. Das Regiment führte daher ab diesem Zeitpunkt die Bezeichnung 2. Unter-Elsässisches Infanterie-Regiment Nr. 137.
Zum 1. Oktober 1911 erhielt das Regiment eine MG-Kompanie, die mit dem MG 08 ausgestattet war.
In der Öffentlichkeit wurde das Regiment für seine Militärkapelle geschätzt, dessen Engagement als Beitrag zum kulturellen Leben im elsässischen Raum galt. Insbesondere werden dazu Konzerte mit klassischer Musik genannt, die von der Militärkapelle beherrscht und aufgeführt wurde.

### Boxeraufstand
Im Rahmen der Aufstellung des Ostasiatischen Expeditionskorps zu Operationen des Boxeraufstandes 1900/01 wurde die Teilnahme von vormaligen Regimentsangehörigen zur Bildung des 4. Ostasiatischen Infanterie-Regiments bekannt. Zwei Unteroffiziere und 29 Mannschaften traten zum 4. Ostasiatischen Infanterie-Regiment über und nahmen an den Kämpfen in China teil. Drei Mann meldeten sich zum II. Seebataillon und weitere elf Mann versahen Dienst in verschiedenen weiteren Einheiten in China.

### Aufstand der Herero und Nama
Die Schutztruppe für Deutsch-Südwestafrika war an Operationen beim Völkermord an den Herero und Nama 1904 in der Kolonie Deutsch-Südwestafrika beteiligt. Von 25 Soldaten, die der Schutztruppe beitraten und Dienst in der Kolonie versahen, ist die frühere Regimentszugehörigkeit im 2. Unter-Elsässischen Infanterie-Regiment Nr. 137 bekannt. Diese Soldaten kamen teilweise auch während des Aufstandes der Nama 1904/06 zum Einsatz.

### Erster Weltkrieg
Das Regiment machte bei Ausbruch des Ersten Weltkriegs am 2. August 1914 mobil. Als Teil der 62. Infanterie-Brigade der 31. Division kam es zunächst an der Westfront zum Einsatz. Es nahm an den Schlachten in Lothringen und bei Nancy-Epinal teil. Während der Schlacht an der Somme erlitt das Regiment große Verluste, in dessen Folge das III. Bataillon am 1. Oktober 1914 aufgelöst werden musste. Die Reste wurden zu einer Kompanie zusammengefasst und dem II. Bataillon unterstellt. Während des anschließenden Stellungskrieges an der Somme wurde das III. Bataillon am 11. Oktober 1914 wieder aufgestellt. Mitte Januar 1915 verlegte der Verband in den Osten und kämpfte in der Winterschlacht in Masuren. Daran schlossen sich Gefechte am Bobr, bei Sejny, Krasnopol sowie Krasne und weitere Stellungskämpfe an. Nach der Schlacht bei Wilna wurde das Regiment Anfang Oktober 1915 der 5. Infanterie-Brigade der 108. Infanterie-Division unterstellt und nahm in der Folgezeit weiter an den Kampfhandlungen an der Ostfront teil. Im September/Oktober 1916 erhielt das Regiment unter Heranziehung des MG-Ergänzungs-Zuges Nr. 503 eine 2. und 3. MG-Kompanie.
Nachdem Anfang Dezember 1917 die Waffenruhe an der Ostfront eingetreten war, wurde der Verband bis Mitte des Monats an die Westfront transportiert und kam bis Mitte April 1918 in den Stellungskämpfen an der Ailette zum Einsatz. Daran schlossen sich bis August Kämpfe an der Avre, bei Montdidier und Noyon sowie an der Ancre und der Somme an. Anschließend nahm der Verband an der Abwehrschlacht zwischen Somme und Avre, sowie der Schlacht bei Albert und Péronne teil. Am 6. September 1918 änderte sich das Unterstellungsverhältnis ein letztes Mal. Das Regiment war nun der 80. Infanterie-Brigade der 15. Infanterie-Division unterstellt, kämpfte vor Verdun und befand sich ab Ende des Monats bis Kriegsende in permanenten Abwehrkämpfen in der Champagne und an der Maas.

### Verbleib
Da nach Kriegsende die alte Garnison Hagenau nicht mehr erreichbar war, marschierten die Reste des Regiments nach Zeitz, wo seit Ende Dezember 1918 die Demobilisierung erfolgte. Am 15. April 1919 wurde der Verband schließlich aufgelöst.
Im Januar 1919 stellte man aus demobilisierten Teilen eine Freiwilligen-Kompanie auf, die mit der Bildung der Vorläufigen Reichswehr im Reichswehr-Schützen-Regiment 50 aufging.
Die Tradition übernahm in der Reichswehr durch Erlass des Chefs der Heeresleitung General der Infanterie Hans von Seeckt vom 24. August 1921 die 6. Kompanie des 17. Infanterie-Regiments in Göttingen.

## Fahne
Der im Mittelfeld der 126 cm² großen Fahne befindliche „preußische Kriegsadler“ hat eine friderizianische Gestalt. Die Krone, der Schwertknauf und das Blitzbündel des Adlers waren in Gold gehalten.
Das Mittelfeld, die vier Eckmedaillons und das Spruchband hatte die rote Farbe der Achselklappen des XV. Korps. Die vier Keile waren weiß mit schwarzen Rändern.

## Kommandeure
| Dienstgrad            | Name                   | Datum                                                            |
| --------------------- | ---------------------- | ---------------------------------------------------------------- |
| Oberstleutnant/Oberst | Friedrich Messow       | 22. März 1887 bis 23. März 1890                                  |
| Oberst                | Bodo von Bodenhausen   | 24. März 1890 bis 18. Dezember 1893                              |
| Oberstleutnant        | August von Holstein    | 19. Dezember 1893 bis 16. März 1894 (mit der Führung beauftragt) |
| Oberst                | August von Holstein    | 17. März 1894 bis 16. April 1897                                 |
| Oberst                | Ludwig von Eynatten    | 17. April 1897 bis 17. April 1901                                |
| Oberst                | Hugo Flessing          | 18. April 1901 bis 26. November 1902                             |
| Oberst                | Ludwig Schelle         | 27. November 1902 bis 21. März 1907                              |
| Oberst                | Ludwig Hasse           | 22. März 1907 bis 15. November 1910                              |
| Oberst                | Erich Krause           | 16. November 1910 bis 30. September 1913                         |
| Oberst                | Paul Winiker           | 01. Oktober 1913 bis 23. Dezember 1914                           |
| Oberstleutnant        | Karl Hermann Lockemann | 24. Dezember 1914 bis 15. April 1915                             |
| Oberst                | Erwin Voigt            | 16. April 1915 bis 18. April 1916                                |
| bay. Major            | Friedrich von Weech    | 19. April 1916 bis 12. April 1917 (mit der Führung beauftragt)   |
| Oberst                | Erwin Voigt            | 13. April 1917 bis September 1918                                |
| Oberstleutnant        | Erich Verch            | 0September bis 17. Dezember 1918                                 |
| Generalmajor          | Erwin Voigt            | 18. Dezember 1918 bis Februar 1919                               |

## Bekannte Regimentsangehörige
Zu einigen Personen, die Mitglieder des Regiments waren, finden sich weitere Artikel (Auswahl):
- Otto Grotewohl diente im Ersten Weltkrieg im Infanterie-Regiment 137 und wurde mehrfach verwundet.[6]
- Georg Maercker war April 1887 bis September 1888 im Regiment, zur Schutztruppe beurlaubt, später Generalmajor und Freikorpsführer.
- Adolf Strauß begann als Fähnrich seine militärische Ausbildung, später Generaloberst im Zweiten Weltkrieg.

Weitere Personen mit Artikel in Wikipedia:
- Carl Niemeyer
- Eduard von Westernhagen
- Erwin Voigt
- Ferdinand Quade
- Friedrich von Gersdorff
- Georg Wichura
- Ludwig Schelle
- Paul Winiker (Generalleutnant)
- Richard Wellmann (Offizier)
- Theodor Claassen